# 2013년 2월
| 2013년: 1월 · 2월 · 3월 · 4월 · 5월 · 6월 · 7월 · 8월 · 9월 · 10월 · 11월 · 12월 |

| <           | 2013년 2월 | 2013년 2월 | 2013년 2월 | 2013년 2월 | 2013년 2월   | >          |
| 일          | 월         | 화         | 수         | 목         | 금           | 토         |
|             |            |            |            |            | 1 12.21 무술 | 2 22 기해  |
| 3 23 경자   | 4 24 신축  | 5 25 임인  | 6 26 계묘  | 7 27 갑진  | 8 28 을사    | 9 29 병오  |
| 10 1.1 정미 | 11 2 무신  | 12 3 기유  | 13 4 경술  | 14 5 신해  | 15 6 임자    | 16 7 계축  |
| 17 8 갑인   | 18 9 을묘  | 19 10 병진 | 20 11 정사 | 21 12 무오 | 22 13 기미   | 23 14 경신 |
| 24 15 신유  | 25 16 임술 | 26 17 계해 | 27 18 갑자 | 28 19 을축 |              |            |

| - 2월 11일 - 임윤택 - 2월 6일 - 슈크리 벨라이드 - 2월 3일 - 리노 오비에도 - 2월 24일 ~ 25일 - 이탈리아 총선 - 2월 18일 - 아르메니아 대선 편집하기 |

## 2013년2월 26일(화요일)
사고
- 이집트에서 열기구가 추락하여 외국인 관광객 19명이 사망하다.

IT
- 마이크로소프트에서 윈도우 7, 윈도 서버 2008 R2용 인터넷 익스플로러 10 버전이 발표되었다.

## 2013년2월 25일(월요일)
정치
- 박근혜가 대한민국의 제18대 대통령으로 취임하다.

사회
- 경원선 성북역이 광운대역으로 역명이 변경되다.

## 2013년2월 24일(일요일)
정치
- 이명박이 청와대에서의 마지막 공식 업무를 수행하고 대통령직에서 퇴임하다.

## 2013년2월 22일(금요일)
국제
- 일본 정부가 독도에 대한 영유권을 주장하며 대한민국 정부의 강력한 항의에도 불구하고 다케시마의 날 행사를 강행하다.

## 2013년2월 18일(월요일)
선거
- 세르지 사르키샨이 아르메니아의 대통령 선거에서 재선에 성공하다.

## 2013년2월 17일(일요일)
사회
- 서울특별시 종로구 인사동의 먹거리촌에서 화재 사고가 발생하여, 19개의 점포가 전소되다.

## 2013년2월 15일(금요일)
재해
- 러시아 첼랴빈스크주 부근에서 운석이 낙하해 1200명 이상이 부상당하다.

## 2013년2월 14일(목요일)
경제
- 한국은행 금융통화위원회가 기준금리를 2.75%로 동결하다.

## 2013년2월 12일(화요일)
정치
- 조선민주주의인민공화국 함경북도 길주군 풍계리에서 핵 실험의 여파로 추정되는 진도 5.0의 인공 지진이 감지되다.

## 2013년2월 11일(월요일)
국제
- 교황 베네딕토 16세가 2월 28일에 교황직을 사퇴하겠다고 발표하다.

## 2013년2월 8일(금요일)
국제
- 브라질 리우 카니발 축제 2013이 개막하다.

## 2013년2월 7일(목요일)
정치
- 박근혜 대통령 당선자와 황우여 새누리당 대표 및 문희상 민주통합당 비상대책위원장이 조선민주주의인민공화국 핵문제와 관련하여 긴급회동을 열다.

## 2013년2월 3일(일요일)
국제
- 파라과이의 대선 후보였던 리노 오비에도가 헬기 사고로 사망하다.